# Leucippe
Pour les articles homonymes, voir Leucippe (homonymie).
Leucippe (en grec ancien Λεύκιππος / Leúkippos) est un philosophe présocratique grec du Ve siècle av. J.-C. et maître de Démocrite.
Il est considéré comme le premier philosophe à développer une théorie de l'atomisme, c'est-à-dire que tout « ce qui est » dans le monde serait composé d'entités indivisibles appelées atomes (du grec ancien ἄτομος, « insécable ») qui se déplaceraient dans l'espace vide. Cependant, une autre théorie contemporaine concurrente d'Empédocle suggère au contraire que la matière serait composée de Quatre éléments (feu, air, terre et eau, qui baignent tous dans l'éther). Comme cette théorie est reprise par Aristote, elle devient la norme des scientifiques jusqu'au XIXe siècle lorsque les travaux de John Dalton prouvent que le matière est bien constituée d'atomes.
Certains philosophes (comme Épicure) soutiennent que Leucippe n'a jamais existé car on sait peu de choses sur sa vie et ses enseignements, et que l'atomisme aurait été entièrement développé par son élève Démocrite. Deux œuvres sont attribuées à Leucippe, Megas Diakosmos et Peri Nou, mais celles-ci ne sont pas parvenues jusqu'à nos jours.

## Biographie
Peu de choses de sa vie sont connues. Selon la tradition[Laquelle ?], Leucippe serait né à Milet. Selon d'autres sources (Diogène Laërce, IX, 30), à Élée ; enfin, on le fait parfois citoyen d'Abdère. Il aurait été le contemporain d'Empédocle et Anaxagore, et l'élève de Zénon d'Élée ou même de Parménide. Pour certains (dont Erich Frank, 1923), Leucippe était sous influence pythagoricienne.
Dans son introduction des Présocratiques, Jean-Paul Dumont laissait en suspens la question de savoir si Leucippe était homme ou femme. Il conclura plus tard que son doute venait d'une erreur de lecture et qu'il s'agissait bien d'un homme,.

## Doctrine

### Physique: atomes et vide
Leucippe est probablement le fondateur de l'atomisme, bien que le nom de Mochus, un Phénicien, physiologue ou philosophe naturel (proto-philosophe) dont on ignore tout et qu'on connaît par la seule allusion de Sextus Empiricus qui lui prête l'invention de l'atome, une position physique à laquelle on peut vraisemblablement associer, en vertu du principe transcrit chez les suivants, de Leucippe à Lucrèce en passant par Épicure, une éthique hédoniste.
Nous ne possédons aucune des œuvres de Leucippe à proprement parler : elles sont comprises dans celles de Démocrite, et il est pratiquement impossible de distinguer leurs idées respectives. L'existence même de Leucippe est sujette à caution : selon Diogène Laërce, Épicure doutait de son existence. Aristote et Théophraste le citent explicitement comme étant à l'origine de la théorie atomiste. On lui attribue  un traité Sur l'intellect bien que selon certains historiens ce traité ne soit qu'un extrait d'un ouvrage plus vaste dit La grande Cosmologie.
Selon cette théorie, les principes premiers de la réalité sont le plein, le vide et le mouvement :

« Il estimait que toutes les choses sont illimitées et se transforment mutuellement les unes dans les autres, et que l'univers est à la fois vide et rempli de corps. »

— (Diogène Laërce, IX, 30)
Cette pensée radicale retire aux dieux leurs potentialités spirituelles, fait de l'âme une chose matérielle et rend les arrière-mondes impossibles. Les dieux, l'âme et les autres mondes deviennent de ce fait réalité perceptibles, concrètes. Selon Michel Onfray, « Leucippe arrime les hommes à la seule dimension du réel ». Remarquons que cette pensée est émise au moment où les mythes, fables et religions commencent à être mis en doute.
Les différences entre les choses sont analysables en fin de compte par une combinaison de qualités des atomes qui les forment. Leur poids, leur forme, leur vitesse, leur direction, leurs positions respectives donnent à chaque chose sa configuration caractéristique. L'atomisme de Leucippe a été repris et popularisé par son élève Démocrite. Aux théories physiques et cosmologiques originales, celui-ci ajoutera en propre les conséquences éthiques qu'il convient de tirer de la physique de Leucippe. Il est cependant possible que Leucippe ait également eu une éthique, découlant logiquement de sa physique matérialiste.
Dans son ouvrage De ira Dei (De la Colère de Dieu), écrit vers 320 apr. J.-C., Lactance qui combat les idées de Leucippe écrit : « Les anciens philosophes expliquaient que tout est constitué par quatre éléments. » Lui [Leucippe] n'a pas voulu de cette explication par peur de paraître marcher sur les traces d'autrui ; mais il a prétendu que ces éléments eux-mêmes avaient pour origine d'autres éléments que l'on ne pouvait ni voir, ni toucher, ni percevoir par aucune partie du corps ; ils sont si ténus dit-il, qu'il n'y a pas de lame de fer assez fine pour pouvoir les couper et les diviser ; par la suite, il leur a donné le nom d'atome. (Lactance 10, 1, 5)

### Physique: les simulacres
L'agencement des atomes, chez Leucippe, forme toute chose de l'univers et produit des simulacres. Ces derniers sont en fait de petites particules en suspension dans le vide qui vont pénétrer dans l'être humain pour y apporter des informations. Les simulacres stimulent ainsi les cinq sens humains. La vérité se trouve donc uniquement dans les phénomènes.
D'après la tradition cette idée philosophique des simulacres serait liée à la contemplation du philosophe d'un rai de lumière faisant apparaitre la poussière en suspension.

### Éthique
Cette physique matérialiste amène logiquement un certain type d'éthique. Ainsi, les dieux ne peuvent plus exister que sous une forme matérielle, ils n'exercent pas de providence. Cela met l'homme face à lui-même, sous son propre jugement et non sous celui d'une divinité.
On peut déduire plusieurs choses du fragment suivant : « Et, à vrai dire, le péripatéticien Lykos disait, comme Leucime, que la joie authentique est le but de l'âme : c'est la joie que procurent les choses belles. »
Il se pourrait que Leucippe fut hédoniste. Leucime pourrait bien être Leucippe. Pour Jean-Paul Dumont, qui a classé le fragment avec les autres fragments rapportés au philosophe, il s'agit bien de Leucippe. Difficile de tirer quelque chose de ce maigre fragment. On peut tout de même dire que le terme joie équivaut au plaisir. Bailly nous apprend que les mots grecs charis et hédoné se superposent la plupart du temps et ont la même signification par exemple chez Sophocle (le Gorgias), chez Platon (le Sophiste) ainsi que chez Plutarque. Homère (l’Illiade), Xénophon et Platon confirment cette thèse, comprise dans toutes ses acceptions, sensuelle et sexuelle incluses. Les approches hédoniste et eudémonique sont, de ce fait, superposées, voire indifférenciées.

### Sources antiques
- Pierre Pellegrin (dir.) (trad. du grec ancien), Aristote : Œuvres complètes, Paris, Éditions Flammarion, 2014, 2923 p. (ISBN 978-2-08-127316-0)
- Luc Brisson (trad. du grec ancien), Platon, Paris, Éditions Gallimard, 2008 (1re éd. 2006), 2204 p. (ISBN 978-2-08-121810-9)
- Diogène Laërce, Vies, doctrines et sentences des philosophes illustres [détail des éditions] (lire en ligne) ;
- Jean-Paul Dumont (dir.), Les présocratiques, Paris, Gallimard, coll. « Bibliothèque de la Pléiade », 1988 (ISBN 2070111393)
- Les Écoles présocratiques, p. 383–400.

### Études
- (de) Paul Bokownew, Die Leukipp-Frage : Ein Beitrag zur Forschung nach historischen Stellung der Atomistik, Dorpat, Bergmann, 1911
- (en) Sylvia Berryman, « Leucippus », dans Edward N. Zalta, The Stanford Encyclopedia of Philosophy, Metaphysics Research Lab, Stanford University, 2023 (lire en ligne)
- Thierry Hoquet, « Le cas « Leucippe » : ou comment le sexe d’état-civil oriente la lecture », dans Jean-Louis Jeannelle (éd.), Se réorienter dans la pensée. Femmes, philosophie et arts, autour de Michèle Le Dœuff, Rennes, Presses universitaires de Rennes, coll. « Archives du féminisme », 2020 (DOI 10.3917/pur.jeann.2020.01.0017), p. 17-28
- (en) Cyril Bailey (en), « Leucippus », dans The Greek atomists and Epicurus : A study, New York, Russell & Russell, 1964 (1re éd. 1928) (ISBN 0846204274, lire en ligne), p. 64-108
- (en) Daniel W. Graham, « Leucippus’ Atomism », dans Patricia Curd (éd.) et Daniel W. Graham (éd.), The Oxford Handbook of Presocratic Philosophy, Oxford University Press, 2008 (ISBN 0195146875), p. 333–352
- Michel Onfray, Contre-histoire de la philosophie 1 : Les Sagesses antiques, Grasset, 2006,  (ISBN 2-246-64791-6), p. 41–51.